# Stykkishólmur
Stykkishólmur is een vissersplaats halverwege de noordkust van het schiereiland Snæfellsnes in het westen van IJsland.

## Beschrijving
Stykkishólmur heeft 1.100 inwoners en fungeert als commercieel centrum voor de streek. De belangrijkste economische takken zijn de visserij en het toerisme. Er is een veerdienst over de Breiðafjörður die Stykkishólmur met Brjánslækur in de regio Vestfirðir verbindt. Voor de kust van Stykkishólmur ligt het rotsachtige eilandje Súgandisey met een vuurtorentje erop, dat ook bekendstaat onder de naam Stykkið ("Het Stuk") en dat met een dam met het vasteland verbonden is. Vanuit Stykkishólmur worden rondvaarten over de fjord en naar o.a. het eiland Flatey georganiseerd.
Vlak bij Stykkishólmur ligt het schiereiland Þórsnes, een belangrijke plaats uit de sagatijd, met de berg Helgafell (niet te verwarren met de gelijknamige vulkaan op de Vestmannaeyjar) en de begraafplaats van Guðrún Ósvífursdóttir, hoofdpersoon uit de Laxdæla saga.

## Geschiedenis
In de 16e eeuw was deze plaats, die over een beschutte haven beschikt, net als Ísafjörður, Rif, Arnarstapi en Flatey, aangesloten bij de Hanze. Het oudste huis in Stykkishólmur is Norska húsið ("Het Noorse huis"), dat omstreeks 1832 werd gebouwd door Árni Þorlacius, die van zijn vader de handelsrechten erfde. Vanaf die tijd begon Stykkishólmur te groeien. Árni gaf het plaatsje de puls tot groei en welvaart, maar is bij de IJslanders vooral bekend doordat hij in 1845 met meteorologische observaties en verslaglegging begon. Stykkishólmur heeft het oudste meteorologische station van IJsland.
Zichtbaar vanaf grote afstand is het opvallendste bouwwerk van Stykkishólmur, de modernistische Evangelisch-Lutherse Kerk van wit beton van de architect Jón Haraldsson, geopend in 1990. De oude kerk aan de Aðalgata (de hoofdstraat) dateert uit 1878 en is gerestaureerd.

## Bezienswaardigheden
- Ráðhús, stadhuis
- Stykkishólmskirkja, futuristische kerk (1990)
- Gamla kirkjan (de oude kerk) uit 1878, aan de Aðalgata (hoofdstraat)
- Clausenshús (1874)
- Norska húsið (het Noorse huis) (1832)
- Egilshús, het rode gebouw (1865) vlak bij de oude kerk aan de Aðalgata
- Narfeyrarstofa (1901-07), nu een restaurant
- Vatnasafn (The Library of Water), een installatie van de Amerikaanse kunstenares Roni Horn in de voormalige bibliotheek

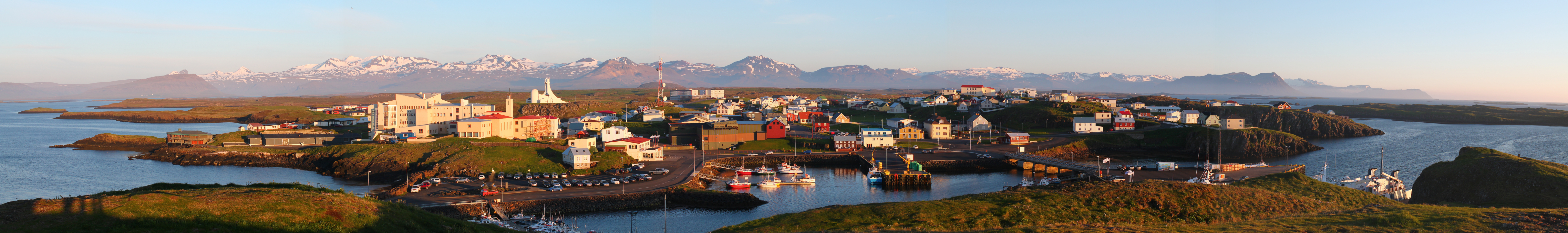
Stykkishólmur gezien vanaf de vuurtoren

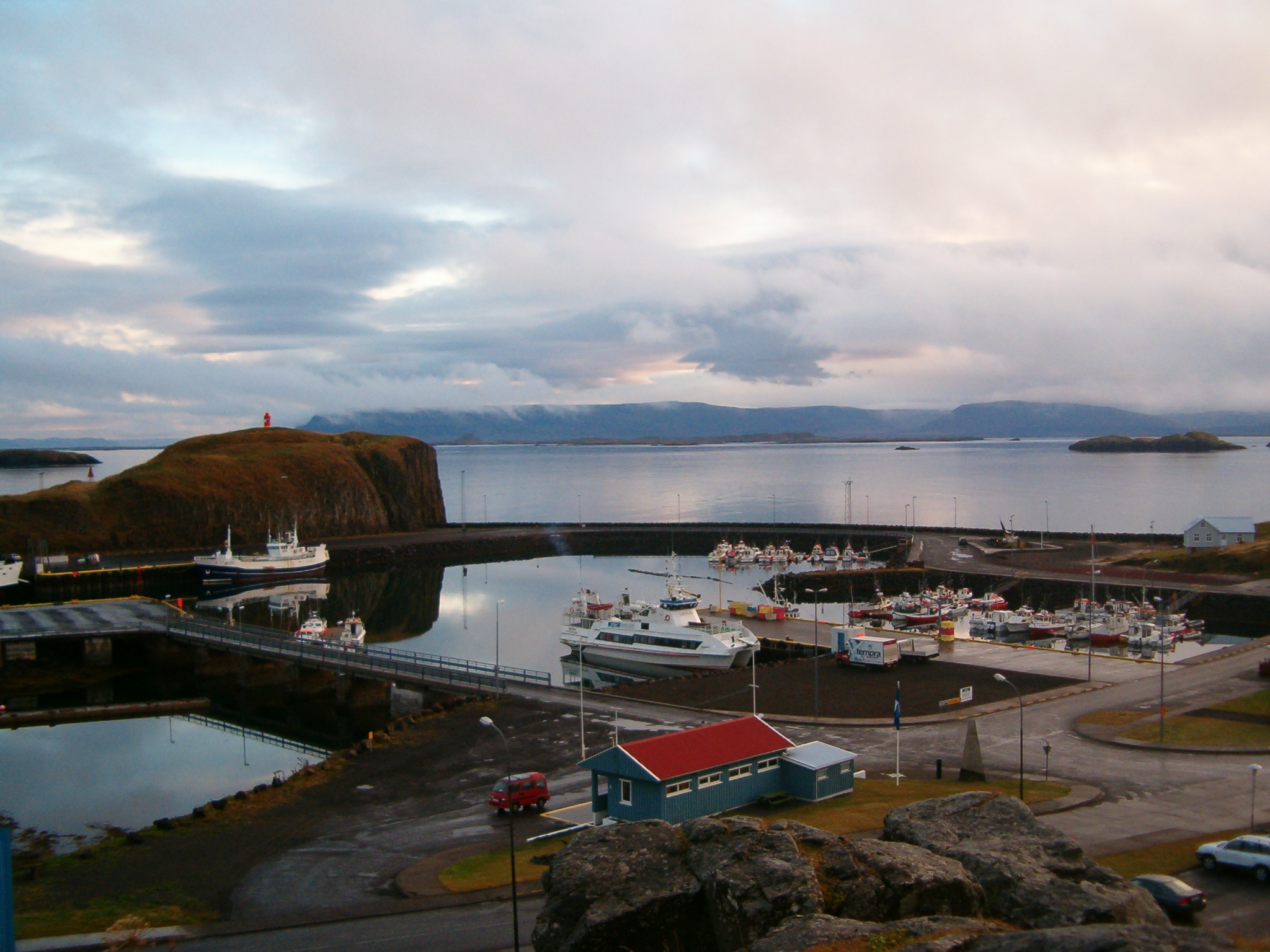
Haven van Stykkishólmur met Stykkið, foto 2006
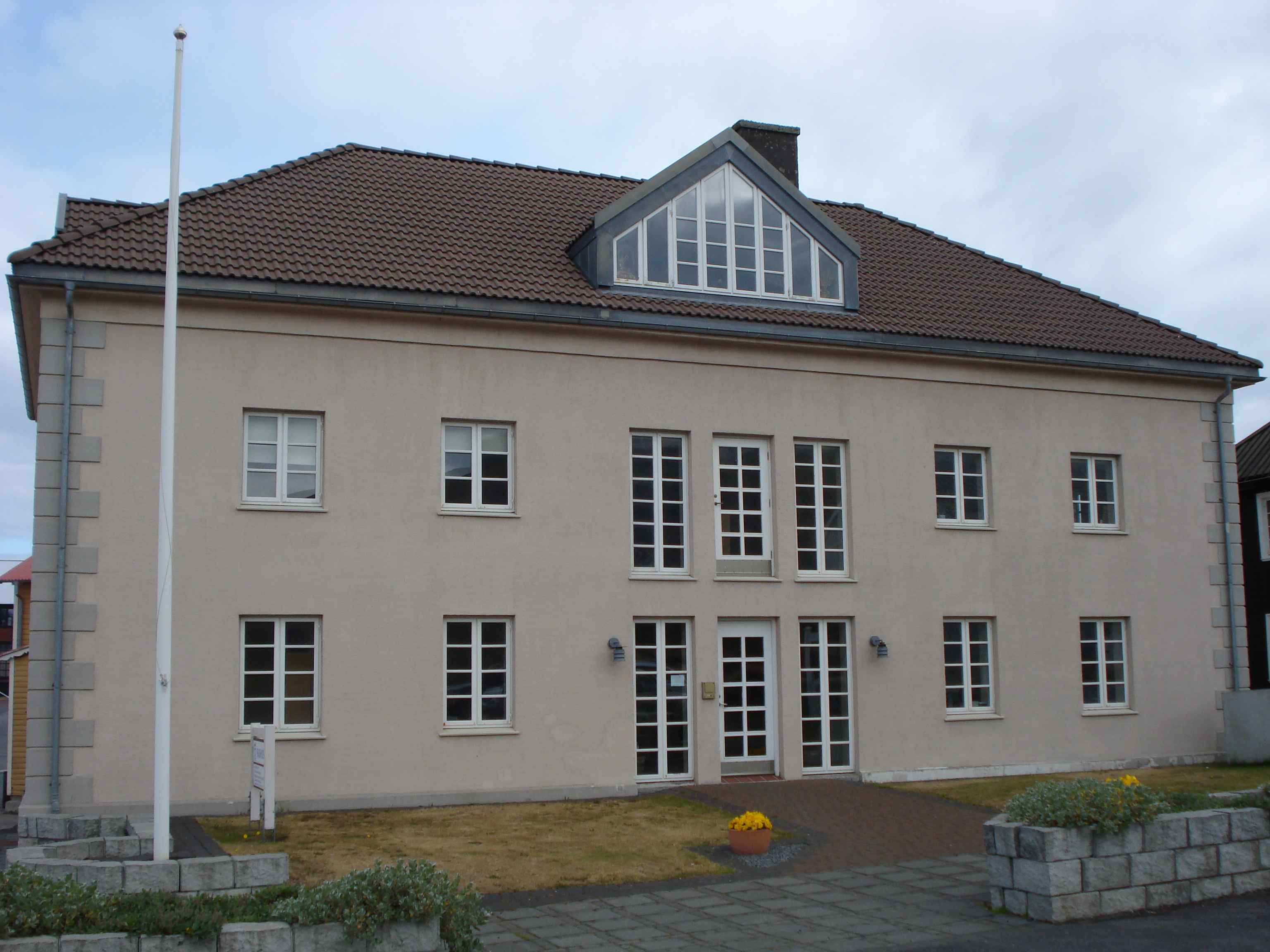
Stadhuis
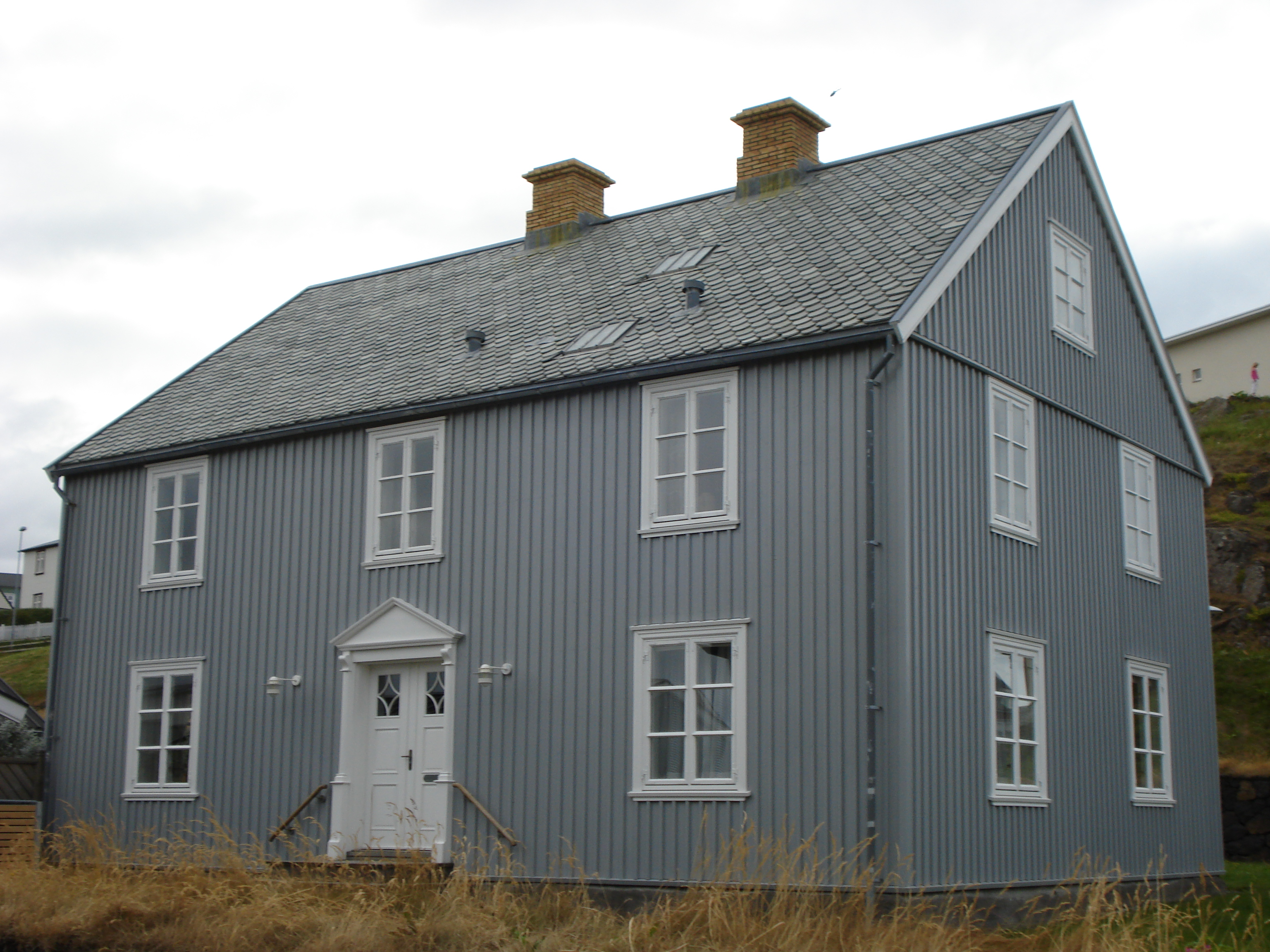
Clausenhús
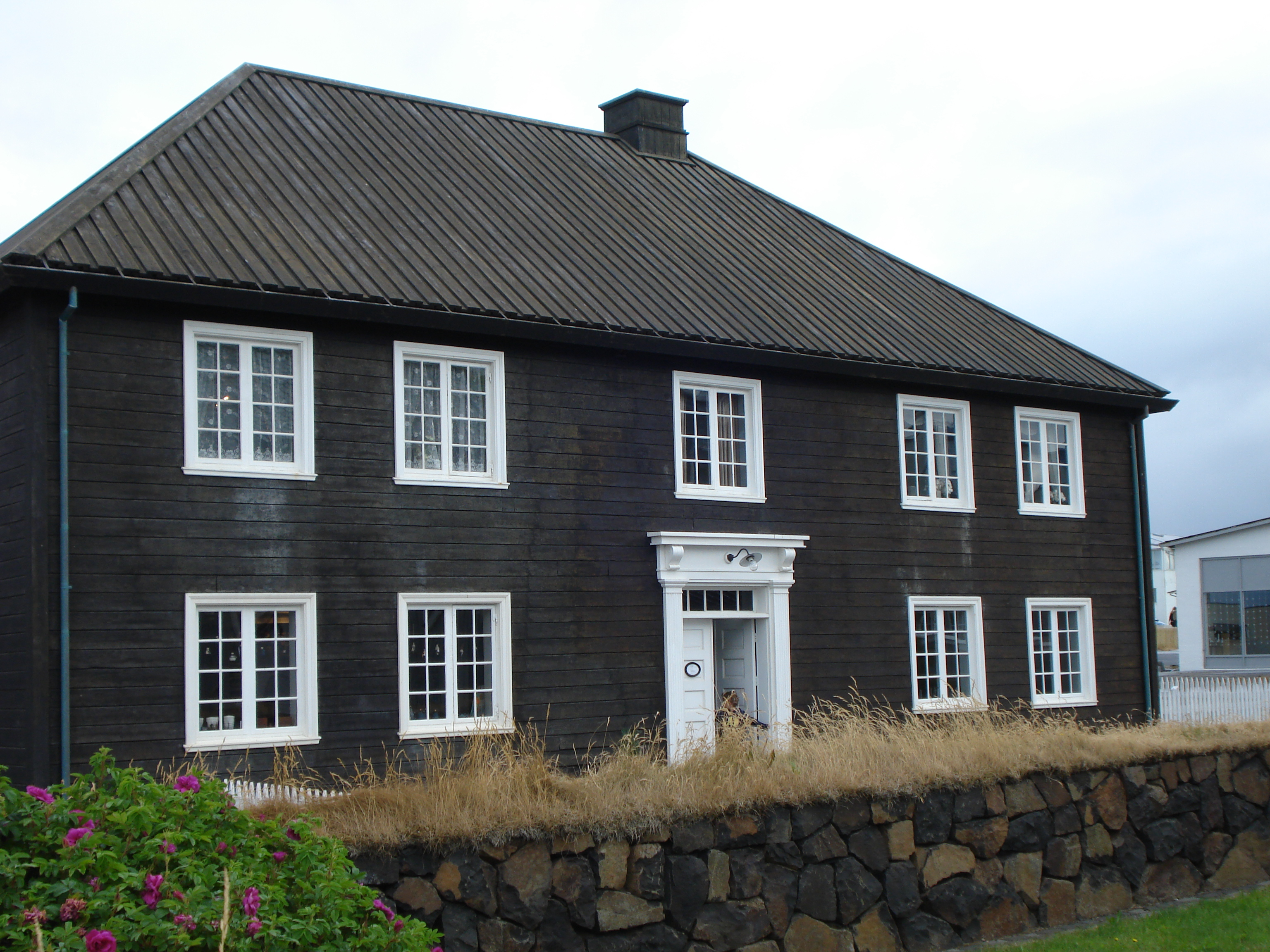
Norska húsið
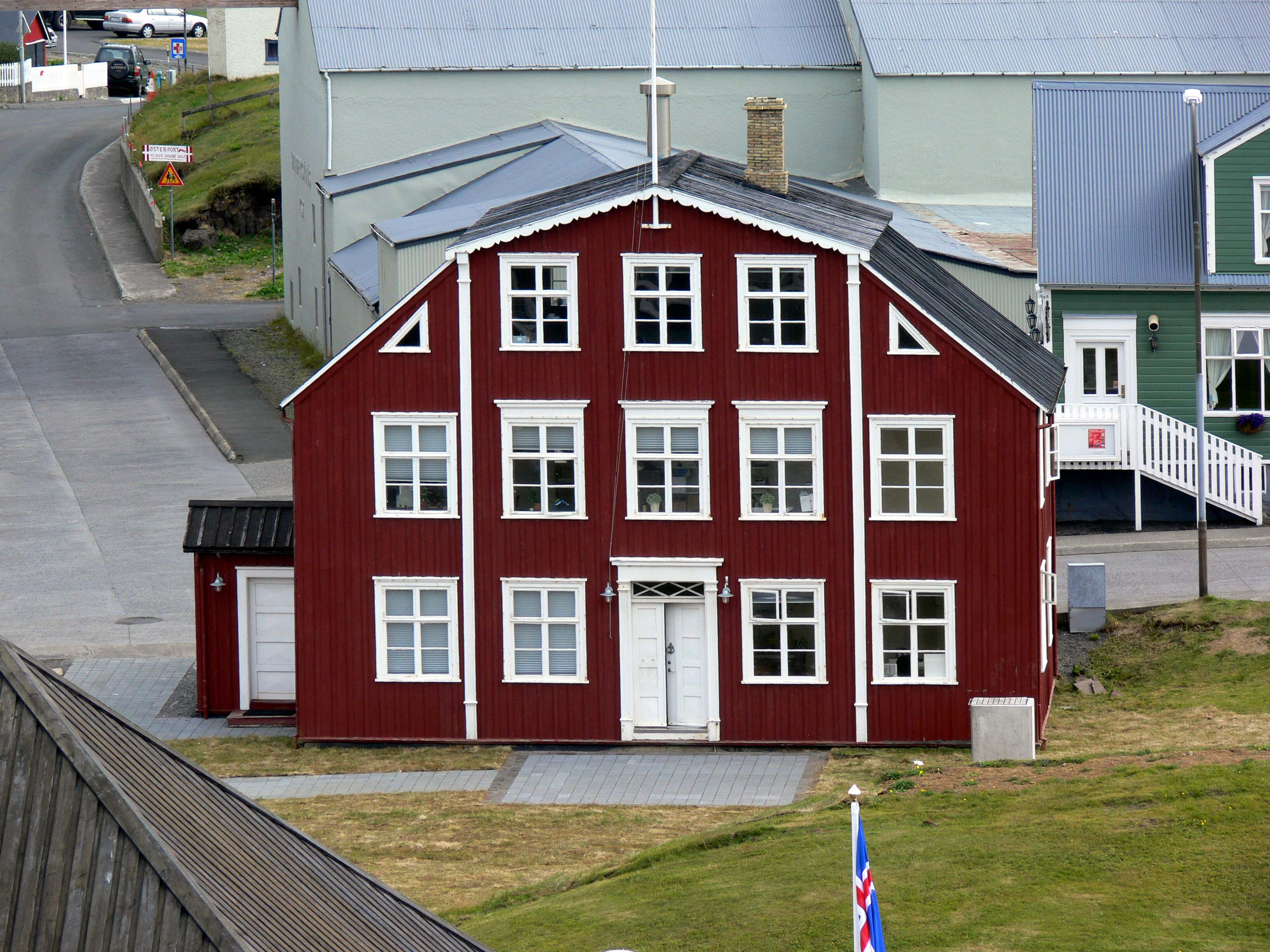
Egilshús
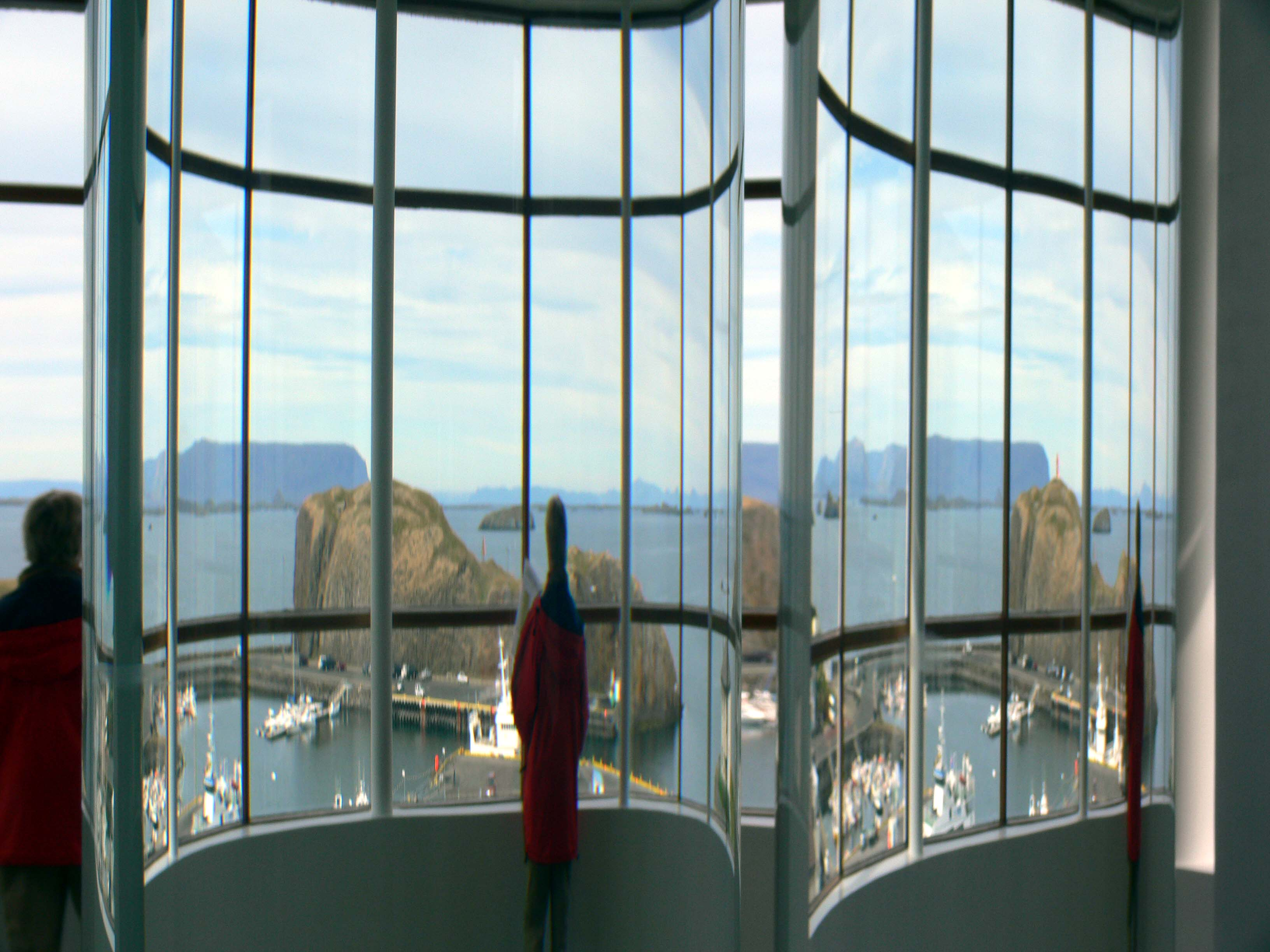
Vatnasafn, de spiegelende installatie van Roni Horn

## Bijzonderheden
- Sinds 1995 bestaan in Stykkishólmur de jaarlijkse "Danskir dagar" ("Deense dagen") in het tweede of derde weekend van augustus. Daarin worden de historische banden van het stadje met Denemarken gevierd.
- Stykkishólmur heeft een bierbrouwerij Mjödur ehf., waar Jökull bjór gebrouwen wordt, met een lichte en een donkere variant.
- In de techno-thriller Red Storm Rising van Tom Clancy and Larry Bond uit 1986 landt het United States Marine Corps, dat IJsland moet bevrijden van de bezettende Sovjetmacht, in Stykkishólmur.
- De beroemde Amerikaanse schaker Bobby Fischer, die de IJslandse nationaliteit had verkregen, bereidde zijn verhuizing naar Stykkishólmur voor toen hij in 2008 plotseling overleed.
- De grootste werkgever in Stykkishólmur – op de visserij na – is een orde van rooms-katholieke nonnen. Het klooster en het ziekenhuis werden in de jaren dertig van de 20e eeuw door Nederlandse Zusters Franciscanessen gesticht.